# Chinese astrologie
Chinese astrologie is gebaseerd op traditionele astronomie en kalenders. In tegenstelling tot de westerse vorm berekent de Chinese astrologie niet de posities van de zon, de maan en de planeten op het tijdstip van geboorte, waardoor het in Europese zin geen echte astrologie is, maar meer aanleunt bij numerologische technieken. Soms wordt wel overeenkomst gezocht tussen de 12 ‘sterrenbeelden’ van het westen met de 12 traditionele dierentekens van de Chinese astrologie, maar die vallen toch niet helemaal samen. Bovendien gaat het in de westerse vorm om een verdeling van het jaar in 12 tekens, terwijl bij de Chinezen elk jaar een teken krijgt toebedeeld, te beginnen vanaf het Chinese Nieuwjaar. De 12 dierenkarakters (de ‘twaalf aardse takken’) worden ook verbonden met de 5 elementen (hout, vuur, aarde, metaal en water) en het Yin en Yang-principe.
Chinese astrologie is van oudsher verbonden met taoïstische en boeddhistische filosofie en kent vele varianten. Twee van de belangrijkste praktijken zijn die van Ba Zi (of 'Vier Pilaren van het Lot') en 
Zi wei dou shu (ook Chinese Sterrenpoort-astrologie genoemd), waarbij de astrologie van de Vier pilaren in het Westen veruit het bekendst is. De oudste vorm van Chinese Astrologie is de Negen Ster Ki-astrologie, gebaseerd op de negen sterren van wat in het Westen de Grote Beer wordt genoemd. De beoefenaars van deze praktijk zijn nu voornamelijk in Japan te vinden.

## Vier Pilaren-astrologie
De Vier Pilaren-astrologie is gebaseerd op:    
- de 12 dierentekens,
- de vijf Chinese elementen,
- yin en yang: even jaren zijn yang, oneven jaren yin,
- de Chinese kalender.

Een Chinese horoscoop volgens het T'zu Ping systeem bestaat uit vier pilaren. Iedere pilaar bestaat uit twee delen: het dier en het element.
- dagteken: het dierenteken van de dag zegt iets over je 'ik' en het element zegt iets over je partner.
- maandteken: het dierenteken van de maand zegt iets over je onmiddellijke omgeving (moeder, vader)
- uurteken: het dierenteken van de uur zegt iets over je zonen en het element zegt iets over je dochters
- jaartekens: het dierenteken van het jaar zegt iets over je opa  en het element zegt iets over je oma.

De belangrijkste pilaar voor het karakter is de pilaar van de geboortedag, gevolgd door de pilaar van de geboortemaand, dan volgt de pilaar van het geboorte-uur en ten slotte de pilaar van het geboortejaar. Ten onrechte wordt in het Westen vaak alleen naar het dierenteken van de pilaar van het jaar gekeken, wat eigenlijk iets duidt over de relatie met je voorouders (grootvader, grootmoeder) en invloeden van de maatschappij op die persoon.
Voor de bepaling van de tekens en elementen wordt de Chinese kalender gebruikt.

## De tekens

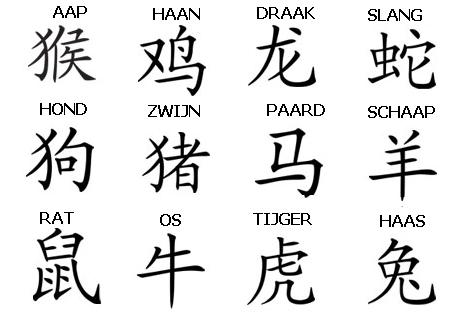
Karakters van de Chinese sterrenbeelden

De Chinese dierenriem kent twaalf tekens waaraan onderstaande eigenschappen zijn toegekend:
- Rat: charmant, slim, economisch, efficiënt, diplomatiek, flexibel, maar ook stiekem, opportunistisch, verkwistend en op eigen gewin uit.
- Os: harde werker, principieel, zachtaardig en geduldig, maar ook koppig, excentriek, tegendraads en geen tegenspraak verdragend.
- Tijger: energiek, bewonderenswaardig, revolutionair, leiderscapaciteiten, onverschrokken, recht op het doel af, kent geen nederigheid, maar ook kwetsbaar voor aanval in de flank, alle schepen verbrandend, ijdel en "alles of niets".
- Konijn/Haas: rechtschapen, intuïtief, gevoelsmatig en voorzichtig.
- Draak: trots en levendig, enthousiast, eigenwijs, extravert en inspirerend.
- Slang: intelligent, mysterieus, sensueel, discreet, met een scherpe actieve geest, maar ook hypocriet en metend met twee maten.
- Paard: elegant, loyaal, intuïtief, vrijdenkend, populair, sexy, extravert en leergierig, maar ook egocentrisch, onvoorspelbaar en onbevreesd.
- Geit/Schaap: creatief, rustig maar hartstochtelijk, luxeminnend, excentriek, oprecht en grote verbeeldingskracht, maar ook leunend op rijke of sterke partner, kan geen armoede verdragen.
- Aap: nieuwsgierig, onafhankelijk, levendig, behulpzaam en heeft alles in de gaten, maar ook niet erg diepgaand, lomp, huichelachtig en met zichzelf bezig.
- Haan: kleurrijk, onbevangen, beschermend, nauwgezet, nuchter, goed organisatievermogen, maar ook breedsprakig, opschepperig, hebberig en niet subtiel.
- Hond: trouw, loyaal, open, eerlijk, verdraagzaam, kampioen van het goede doel en handhaver van de openbare orde, maar ook bits, negatief en inflexibel.
- Varken/Zwijn: tolerant, begrijpend, sensueel, geestdriftig, aardig, sympathiek en waarheidsgetrouw, maar ook driftig, kleinzielig, lui.

Volgens de legende nodigde Boeddha alle dieren voor een feest uit. Tijdens het feest werd er een race gehouden tussen de dieren. Naar ieder van de dieren zou een jaar vernoemd worden. De rat vertelde de kat dat het feest een dag later zou zijn. Zelf reed de rat op de rug van de os mee en kwam als eerste aan. De kat eindigde op de dertiende plaats en was te laat om een jaar naar zich vernoemd te krijgen. Daarom achtervolgt hij tot op de dag van vandaag nog steeds de rat om wraak te nemen voor diens bedrog.

## De vijf elementen en de cyclus van 60 jaar

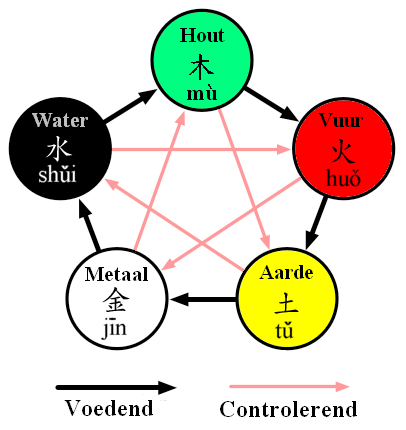
De twee cycli van het Vijf-fasenmodel in de Chinese filosofie, hier is de voedende cyclus van belang.

Er zijn vijf elementen. Elke 12 jaar verandert het element, waardoor een cyclus van 60 jaar ontstaat. De elementen zijn:
- Hout (mu, 木), gerelateerd aan: het oosten, de kleuren blauw en groen en de planeet Jupiter;
- Vuur (huo, 火), gerelateerd aan: het zuiden, de kleur rood en de planeet Mars;
- Aarde (tu, 土), gerelateerd aan: het midden, de kleuren bruin en geel en de planeet Saturnus;
- Metaal (jin, 金), gerelateerd aan: het westen, de kleur wit en de planeet Venus;
- Water (shui, 水), gerelateerd aan: het noorden, de kleur zwart en de planeet Mercurius.

De cyclus van 60 jaar begint traditioneel met het Groene jaar van de Rat. De cyclus van 60 werd voor het eerst gebruikt tijdens de Shang-dynastie, zij het niet als jaar-, maar als dagaanduiding. Jaaraanduidingen stammen pas uit de Han-tijd. De huidige jaarcyclus is begonnen in 1984.
Hieronder volgt een lijst van alle 60 jaren met hun Chinese, Vietnamese, Koreaanse en Japanse namen:
|    | Jaar | Chinese naam | Vietnamese naam | Koreaanse naam  | Japanse naam            | Associaties        |
| -- | ---- | ------------ | --------------- | --------------- | ----------------------- | ------------------ |
| 1  | 甲子 | jiǎ-zǐ       | Giáp Tý         | gapja 갑자      | kōshi/kinoe-ne          | Yang Hout Rat      |
| 2  | 乙丑 | yǐ-chǒu      | Ất Sửu          | eulchuk 을축    | itchū/kinoto-ushi       | Yin Hout Os        |
| 3  | 丙寅 | bǐng-yín     | Bính Dần        | byeongin 병인   | heiin/hinoe-tora        | Yang Vuur Tijger   |
| 4  | 丁卯 | dīng-mǎo     | Đinh Mão (Mẹo)  | jeongmyo 정묘   | teibō/hinoto-u          | Yin Vuur Konijn    |
| 5  | 戊辰 | wù-chén      | Mậu Thìn        | mujin 무진      | boshin/tsuchinoe-tatsu  | Yang Aarde Draak   |
| 6  | 己巳 | jǐ-sì        | Kỷ Tỵ           | gisa 기사       | kishi/tsuchinoto-mi     | Yin Aarde Slang    |
| 7  | 庚午 | gēng-wǔ      | Canh Ngọ        | gyeongo 경오    | kōgo/kanoe-uma          | Yang Metaal Paard  |
| 8  | 辛未 | xīn-wèi      | Tân Mùi         | shinmi 신미     | shinbi/kanoto-hitsuji   | Yin Metaal Geit    |
| 9  | 壬申 | rén-shēn     | Nhâm Thân       | imshin 임신     | jinshin/mizunoe-saru    | Yang Water Aap     |
| 10 | 癸酉 | guǐ-yǒu      | Quý Dậu         | gyeyu 계유      | kiyū/mizunoto-tori      | Yin Water Haan     |
| 11 | 甲戌 | jiǎ-xū       | Giáp Tuất       | gapsul 갑술     | kōjutsu/kinoe-inu       | Yang Hout Hond     |
| 12 | 乙亥 | yǐ-hài       | Ất Hợi          | eulhae 을해     | itsugai/kinoto-i        | Yin Hout Varken    |
| 13 | 丙子 | bǐng-zǐ      | Bính Tý         | byeongja 병자   | heishi/hinoe-ne         | Yang Vuur Rat      |
| 14 | 丁丑 | dīng-chǒu    | Đinh Sửu        | jeongchuk 정축  | teichū/hinoto-ushi      | Yin Vuur Os        |
| 15 | 戊寅 | wù-yín       | Mậu Dần         | muin 무인       | boin/tsuchinoe-tora     | Yang Aarde Tijger  |
| 16 | 己卯 | jǐ-mǎo       | Kỷ Mão (Mẹo)    | gimyo 기묘      | kibō/tsuchinoto-u       | Yin Aarde Konijn   |
| 17 | 庚辰 | gēng-chén    | Canh Thìn       | gyeongjin 경진  | kōshin/kanoe-tatsu      | Yang Metaal Draak  |
| 18 | 辛巳 | xīn-sì       | Tân Tỵ          | shinsa 신사     | shinshi/kanoto-mi       | Yin Metaal Slang   |
| 19 | 壬午 | rén-wǔ       | Nhâm Ngọ        | imo 임오        | jingo/mizunoe-uma       | Yang Water Paard   |
| 20 | 癸未 | guǐ-wèi      | Quý Mùi         | gyemi 계미      | kibi/mizunoto-hitsuji   | Yin Water Geit     |
| 21 | 甲申 | jiǎ-shēn     | Giáp Thân       | gapshin 갑신    | kōshin/kinoe-saru       | Yang Hout Aap      |
| 22 | 乙酉 | yǐ-yǒu       | Ất Dậu          | eulyu 을유      | itsuyū/kinoto-tori      | Yin Hout Haan      |
| 23 | 丙戌 | bǐng-xū      | Bính Tuất       | byeongsul 병술  | heijutsu/hinoe-inu      | Yang Vuur Hond     |
| 24 | 丁亥 | dīng-hài     | Đinh Hợi        | jeonghae 정해   | teigai/hinoto-i         | Yin Vuur Varken    |
| 25 | 戊子 | wù-zǐ        | Mậu Tý          | muja 무자       | boshi/tsuchinoe-ne      | Yang Aarde Rat     |
| 26 | 己丑 | jǐ-chǒu      | Kỷ Sửu          | gichuk 기축     | kichū/tsuchinoto-ushi   | Yin Aarde Os       |
| 27 | 庚寅 | gēng-yín     | Canh Dần        | gyeongin 경인   | kōin/kanoe-tora         | Yang Metaal Tijger |
| 28 | 辛卯 | xīn-mǎo      | Tân Mão (Mẹo)   | shinmyo 신묘    | shinbō/kanoto-u         | Yin Metaal Konijn  |
| 29 | 壬辰 | rén-chén     | Nhâm Thìn       | imjin 임진      | jinshin/mizunoe-tatsu   | Yang Water Draak   |
| 30 | 癸巳 | guǐ-sì       | Quý Tỵ          | gyesa 계사      | kishi/mizunoto-mi       | Yin Water Slang    |
| 31 | 甲午 | jiǎ-wǔ       | Giáp Ngọ        | gapo 갑오       | kōgo/kinoe-uma          | Yang Hout Paard    |
| 32 | 乙未 | yǐ-wèi       | Ất Mùi          | eulmi 을미      | itsubi/kinoto-hitsuji   | Yin Hout Geit      |
| 33 | 丙申 | bǐng-shēn    | Bính Thân       | byeongshin 병신 | heishin/hinoe-saru      | Yang Vuur Aap      |
| 34 | 丁酉 | dīng-yǒu     | Đinh Dậu        | jeongyu 정유    | teiyū/hinoto-tori       | Yin Vuur Haan      |
| 35 | 戊戌 | wù-xū        | Mậu Tuất        | musul 무술      | bojutsu/tsuchinoe-inu   | Yang Aarde Hond    |
| 36 | 己亥 | jǐ-hài       | Kỷ Hợi          | gihae 기해      | kigai/tsuchinoto-i      | Yin Aarde Varken   |
| 37 | 庚子 | gēng-zǐ      | Canh Tý         | gyeongja 경자   | kōshi/kanoe-ne          | Yang Metaal Rat    |
| 38 | 辛丑 | xīn-chǒu     | Tân Sửu         | shinchuk 신축   | shinchū/kanoto-ushi     | Yin Metaal Os      |
| 39 | 壬寅 | rén-yín      | Nhâm Dần        | imin 임인       | jin'in/mizunoe-tora     | Yang Water Tijger  |
| 40 | 癸卯 | guǐ-mǎo      | Quý Mão (Mẹo)   | gyemyo 계묘     | kibō/mizunoto-u         | Yin Water Konijn   |
| 41 | 甲辰 | jiǎ-chén     | Giáp Thìn       | gapjin 갑진     | kōshin/kinoe-tatsu      | Yang Hout Draak    |
| 42 | 乙巳 | yǐ-sì        | Ất Tỵ           | eulsa 을사      | itsushi/kinoto-mi       | Yin Hout Slang     |
| 43 | 丙午 | bǐng-wǔ      | Bính Ngọ        | byeongo 병오    | heigo/hinoe-uma         | Yang Vuur Paard    |
| 44 | 丁未 | dīng-wèi     | Đinh Mùi        | jeongmi 정미    | teibi/hinoto-hitsuji    | Yin Vuur Geit      |
| 45 | 戊申 | wù-shēn      | Mậu Thân        | mushin 무신     | boshin/tsuchinoe-saru   | Yang Aarde Aap     |
| 46 | 己酉 | jǐ-yǒu       | Kỷ Dậu          | giyu 기유       | kiyū/tsuchinoto-tori    | Yin Aarde Haan     |
| 47 | 庚戌 | gēng-xū      | Canh Tuất       | gyeongsul 경술  | kōjutsu/kanoe-inu       | Yang Metaal Hond   |
| 48 | 辛亥 | xīn-hài      | Tân Hợi         | shinhae 신해    | shingai/kanoto-i        | Yin Metaal Varken  |
| 49 | 壬子 | rén-zǐ       | Nhâm Tý         | imja 임자       | jinshi/mizunoe-ne       | Yang Water Rat     |
| 50 | 癸丑 | guǐ-chǒu     | Quý Sửu         | gyechuk 계축    | kichū/mizunoto-ushi     | Yin Water Os       |
| 51 | 甲寅 | jiǎ-yín      | Giáp Dần        | gapin 갑인      | kōin/kinoe-tora         | Yang Hout Tijger   |
| 52 | 乙卯 | yǐ-mǎo       | Ất Mão (Mẹo)    | eulmyo 을묘     | itsubō/kinoto-u         | Yin Hout Konijn    |
| 53 | 丙辰 | bǐng-chén    | Bính Thìn       | byeongjin 병진  | heishin/hinoe-tatsu     | Yang Vuur Draak    |
| 54 | 丁巳 | dīng-sì      | Đinh Tỵ         | jeongsa 정사    | teishi/hinoto-mi        | Yin Vuur Slang     |
| 55 | 戊午 | wù-wǔ        | Mậu Ngọ         | muo 무오        | bogo/tsuchinoe-uma      | Yang Aarde Paard   |
| 56 | 己未 | jǐ-wèi       | Kỷ Mùi          | gimi 기미       | kibi/tsuchinoto-hitsuji | Yin Aarde Geit     |
| 57 | 庚申 | gēng-shēn    | Canh Thân       | gyeongshin 경신 | kōshin/kanoe-saru       | Yang Metaal Aap    |
| 58 | 辛酉 | xīn-yǒu      | Tân Dậu         | shinyu 신유     | shin'yū/kanoto-tori     | Yin Metaal Haan    |
| 59 | 壬戌 | rén-xū       | Nhâm Tuất       | imsul 임술      | jinjutsu/mizunoe-inu    | Yang Water Hond    |
| 60 | 癸亥 | guǐ-hài      | Quý Hợi         | gyehae 계해     | kigai/mizunoto-i        | Yin Water Varken   |

Voorbeeld: ons jaar 2000 was het 17e jaar van de zestigjarige cyclus, een gēng-chén jaar (庚辰年), oftewel een jaar van Yang Metaal Draak.
Tegenwoordig is het niet meer gebruikelijk de maanden en dagen te benoemen. Deze worden overigens wel vermeld op Chinese kalenders en in annalen.

## Tijdstip van de dag
Volgens de klassieke Chinese tijdrekening is een etmaal verdeeld in 12 uren. Een uur in de Chinese tijdrekening komt dus overeen met 2 uur volgens onze klok. Onderstaand overzicht geeft aan welke tekens van de dierenriem zijn gekoppeld aan de uren volgens zonnetijd, dus gemeten op een zonnewijzer:
| Dier   | Zonnetijd     | Amsterdamse wintertijd | Amsterdamse zomertijd |
| ------ | ------------- | ---------------------- | --------------------- |
| rat    | 23:00 - 00:59 | 23:41 - 01:40          | 00:41 - 02:40         |
| os     | 01:00 - 02:59 | 01:41 - 03:40          | 02:41 - 04:40         |
| tijger | 03:00 - 04:59 | 03:41 - 05:40          | 04:41 - 06:40         |
| konijn | 05:00 - 06:59 | 05:41 - 07:40          | 06:41 - 08:40         |
| draak  | 07:00 - 08:59 | 07:41 - 09:40          | 08:41 - 10:40         |
| slang  | 09:00 - 10:59 | 09:41 - 11:40          | 10:41 - 12:40         |
| paard  | 11:00 - 12:59 | 11:41 - 13:40          | 12:41 - 14:40         |
| geit   | 13:00 - 14:59 | 13:41 - 15:40          | 14:41 - 16:40         |
| aap    | 15:00 - 16:59 | 15:41 - 17:40          | 16:41 - 18:40         |
| haan   | 17:00 - 18:59 | 17:41 - 19:40          | 18:41 - 20:40         |
| hond   | 19:00 - 20:59 | 19:41 - 21:40          | 20:41 - 22:40         |
| varken | 21:00 - 22:59 | 21:41 - 23:40          | 22:41 - 00:40         |

Standaardtijd kan variëren afhankelijk van de geboorteplaats, tijdzone en lengtegraad.

## Sterrenbeelden in de 20e en 21e eeuw
Hieronder staat een overzicht van de Chinese jaartekens ('sterrenbeelden') van de Vier Pilaren astrologie voor de 20e en 21e eeuw. Het tijdstip van ingang van het nieuwe jaar is middernacht, Peking-tijd. Per twee jaar wordt het volgende in de reeks van de vijf elementen aan het sterrenbeeld toegekend.
| Tekens van de Chinese dierenriem met datum van ingang | Tekens van de Chinese dierenriem met datum van ingang | Tekens van de Chinese dierenriem met datum van ingang | Tekens van de Chinese dierenriem met datum van ingang | Tekens van de Chinese dierenriem met datum van ingang | Tekens van de Chinese dierenriem met datum van ingang | Tekens van de Chinese dierenriem met datum van ingang | Tekens van de Chinese dierenriem met datum van ingang | Tekens van de Chinese dierenriem met datum van ingang | Tekens van de Chinese dierenriem met datum van ingang | Tekens van de Chinese dierenriem met datum van ingang | Tekens van de Chinese dierenriem met datum van ingang | Tekens van de Chinese dierenriem met datum van ingang | Tekens van de Chinese dierenriem met datum van ingang | Tekens van de Chinese dierenriem met datum van ingang | Tekens van de Chinese dierenriem met datum van ingang |
| ----------------------------------------------------- | ----------------------------------------------------- | ----------------------------------------------------- | ----------------------------------------------------- | ----------------------------------------------------- | ----------------------------------------------------- | ----------------------------------------------------- | ----------------------------------------------------- | ----------------------------------------------------- | ----------------------------------------------------- | ----------------------------------------------------- | ----------------------------------------------------- | ----------------------------------------------------- | ----------------------------------------------------- | ----------------------------------------------------- | ----------------------------------------------------- |
|                                                       | 金 metaal                                             | 水 water                                              | 木 hout                                               | 火 vuur                                               | 土 aarde                                              | 金 metaal                                             | 水 water                                              | 木 hout                                               | 火 vuur                                               | 土 aarde                                              | 金 metaal                                             | 水 water                                              | 木 hout                                               | 火 vuur                                               | 土 aarde                                              |
| 鼠 rat                                                | 31 jan 1900                                           | 18 feb 1912                                           | 05 feb 1924                                           | 24 jan 1936                                           | 10 feb 1948                                           | 28 jan 1960                                           | 15 feb 1972                                           | 02 feb 1984                                           | 19 feb 1996                                           | 07 feb 2008                                           | 25 jan 2020                                           | 11 feb 2032                                           | 30 jan 2044                                           | 15 feb 2056                                           | 03 feb 2068                                           |
| 牛 os                                                 | 19 feb 1901                                           | 06 feb 1913                                           | 25 jan 1925                                           | 11 feb 1937                                           | 29 jan 1949                                           | 15 feb 1961                                           | 03 feb 1973                                           | 20 feb 1985                                           | 07 feb 1997                                           | 26 jan 2009                                           | 12 feb 2021                                           | 31 jan 2033                                           | 17 feb 2045                                           | 04 feb 2057                                           | 23 jan 2069                                           |
|                                                       | 水 water                                              | 木 hout                                               | 火 vuur                                               | 土 aarde                                              | 金 metaal                                             | 水 water                                              | 木 hout                                               | 火 vuur                                               | 土 aarde                                              | 金 metaal                                             | 水 water                                              | 木 hout                                               | 火 vuur                                               | 土 aarde                                              | 金 metaal                                             |
| 虎 tijger                                             | 08 feb 1902                                           | 26 jan 1914                                           | 13 feb 1926                                           | 31 jan 1938                                           | 17 feb 1950                                           | 05 feb 1962                                           | 23 jan 1974                                           | 09 feb 1986                                           | 28 jan 1998                                           | 14 feb 2010                                           | 01 feb 2022                                           | 19 feb 2034                                           | 06 feb 2046                                           | 24 jan 2058                                           | 11 feb 2070                                           |
| 兔 konijn                                             | 29 jan 1903                                           | 14 feb 1915                                           | 02 feb 1927                                           | 19 feb 1939                                           | 06 feb 1951                                           | 25 jan 1963                                           | 11 feb 1975                                           | 29 jan 1987                                           | 16 feb 1999                                           | 03 feb 2011                                           | 22 jan 2023                                           | 08 feb 2035                                           | 26 jan 2047                                           | 12 feb 2059                                           | 31 jan 2071                                           |
|                                                       | 木 hout                                               | 火 vuur                                               | 土 aarde                                              | 金 metaal                                             | 水 water                                              | 木 hout                                               | 火 vuur                                               | 土 aarde                                              | 金 metaal                                             | 水 water                                              | 木 hout                                               | 火 vuur                                               | 土 aarde                                              | 金 metaal                                             | 水 water                                              |
| 龍 draak                                              | 16 feb 1904                                           | 03 feb 1916                                           | 23 jan 1928                                           | 08 feb 1940                                           | 27 jan 1952                                           | 13 feb 1964                                           | 31 jan 1976                                           | 17 feb 1988                                           | 05 feb 2000                                           | 23 jan 2012                                           | 10 feb 2024                                           | 28 jan 2036                                           | 14 feb 2048                                           | 02 feb 2060                                           | 19 feb 2072                                           |
| 蛇 slang                                              | 04 feb 1905                                           | 23 jan 1917                                           | 10 feb 1929                                           | 27 jan 1941                                           | 14 feb 1953                                           | 02 feb 1965                                           | 18 feb 1977                                           | 06 feb 1989                                           | 24 jan 2001                                           | 10 feb 2013                                           | 29 jan 2025                                           | 15 feb 2037                                           | 02 feb 2049                                           | 21 jan 2061                                           | 07 feb 2073                                           |
|                                                       | 火 vuur                                               | 土 aarde                                              | 金 metaal                                             | 水 water                                              | 木 hout                                               | 火 vuur                                               | 土 aarde                                              | 金 metaal                                             | 水 water                                              | 木 hout                                               | 火 vuur                                               | 土 aarde                                              | 金 metaal                                             | 水 water                                              | 木 hout                                               |
| 馬 paard                                              | 25 jan 1906                                           | 11 feb 1918                                           | 30 jan 1930                                           | 15 feb 1942                                           | 03 feb 1954                                           | 21 jan 1966                                           | 07 feb 1978                                           | 27 jan 1990                                           | 12 feb 2002                                           | 31 jan 2014                                           | 17 feb 2026                                           | 04 feb 2038                                           | 23 jan 2050                                           | 09 feb 2062                                           | 27 jan 2074                                           |
| 羊 geit                                               | 13 feb 1907                                           | 01 feb 1919                                           | 17 feb 1931                                           | 05 feb 1943                                           | 24 jan 1955                                           | 09 feb 1967                                           | 28 jan 1979                                           | 15 feb 1991                                           | 01 feb 2003                                           | 19 feb 2015                                           | 06 feb 2027                                           | 24 jan 2039                                           | 11 feb 2051                                           | 29 jan 2063                                           | 15 feb 2075                                           |
|                                                       | 土 aarde                                              | 金 metaal                                             | 水 water                                              | 木 hout                                               | 火 vuur                                               | 土 aarde                                              | 金 metaal                                             | 水 water                                              | 木 hout                                               | 火 vuur                                               | 土 aarde                                              | 金 metaal                                             | 水 water                                              | 木 hout                                               | 火 vuur                                               |
| 猴 aap                                                | 02 feb 1908                                           | 20 feb 1920                                           | 06 feb 1932                                           | 25 jan 1944                                           | 12 feb 1956                                           | 30 jan 1968                                           | 16 feb 1980                                           | 04 feb 1992                                           | 22 jan 2004                                           | 08 feb 2016                                           | 26 jan 2028                                           | 12 feb 2040                                           | 01 feb 2052                                           | 17 feb 2064                                           | 05 feb 2076                                           |
| 雞 haan                                               | 11 jan 1909                                           | 08 feb 1921                                           | 26 jan 1933                                           | 13 feb 1945                                           | 31 jan 1957                                           | 17 feb 1969                                           | 05 feb 1981                                           | 23 jan 1993                                           | 09 feb 2005                                           | 28 jan 2017                                           | 13 feb 2029                                           | 01 feb 2041                                           | 19 feb 2053                                           | 05 feb 2065                                           | 24 jan 2077                                           |
|                                                       | 金 metaal                                             | 水 water                                              | 木 hout                                               | 火 vuur                                               | 土 aarde                                              | 金 metaal                                             | 水 water                                              | 木 hout                                               | 火 vuur                                               | 土 aarde                                              | 金 metaal                                             | 水 water                                              | 木 hout                                               | 火 vuur                                               | 土 aarde                                              |
| 狗 hond                                               | 10 feb 1910                                           | 28 jan 1922                                           | 14 feb 1934                                           | 02 feb 1946                                           | 18 feb 1958                                           | 06 feb 1970                                           | 25 jan 1982                                           | 10 feb 1994                                           | 29 jan 2006                                           | 16 feb 2018                                           | 03 feb 2030                                           | 22 jan 2042                                           | 08 feb 2054                                           | 26 jan 2066                                           | 12 feb 2078                                           |
| 豬 varken                                             | 30 jan 1911                                           | 16 feb 1923                                           | 04 feb 1935                                           | 22 jan 1947                                           | 08 feb 1959                                           | 27 jan 1971                                           | 13 feb 1983                                           | 31 jan 1995                                           | 17 feb 2007                                           | 05 feb 2019                                           | 23 jan 2031                                           | 10 feb 2043                                           | 28 jan 2055                                           | 14 feb 2067                                           | 02 feb 2079                                           |

- Boven de jaren staan de elementen vermeld, met hun bijbehorende kleuren.
- 1924, 1984 en 2044 markeren het begin van een nieuwe cyclus van 60 jaar.
- In sommige landen zijn de dieren vervangen door andere dieren. Zo neemt de buffel soms de plaats van de os in en de muis die van de rat. In Vietnam neemt de kat de plaats in van het konijn en in Thailand neemt de olifant de plaats in van het varken.

## Vergelijking met westerse astrologie

### Sterrenbeelden
Net als de westerse astrologie werkt de Chinese astrologie met 12 dierentekens, maar daar houdt de vergelijking wel op. De 12 westerse dierenriemtekens zijn verbonden met de dierenriem met de 12 sterrenbeelden. De twaalf Chinese dierentekens zijn niet verbonden met sterrenbeelden. De Chinezen gaan uit van een dagteken, maandteken, uurteken en jaarteken. Waar de westerse astrologie met posities van planeten werkt, houdt de Chinese astrologie zich bezig met kalenders en maakt geen berekeningen voor planeetposities.

### Yin-en-yangprincipe
Het yin-en-yangprincipe vinden we in de westerse astrologie weerspiegeld. Activiteit tegenover ontvankelijkheid, polariteiten die elkaar in dynamisch evenwicht houden maken dus evenzo deel uit van de westerse astrologie.
1) In de opeenvolging van positieve mannelijke tekens en negatieve, vrouwelijke tekens:
- Ram: positief, mannelijk= yang
- Stier: negatief, vrouwelijk = yin
- Tweelingen: positief, mannelijk = yang
- Kreeft: negatief, vrouwelijk = yin
- Leeuw: positief, mannelijk = yang
- Maagd: negatief, vrouwelijk = yin
- Weegschaal: positief, mannelijk = yang
- Schorpioen: negatief, vrouwelijk = yin
- Boogschutter: positief, mannelijk = yang
- Steenbok: negatief, vrouwelijk = yin
- Waterman: positief, mannelijk = yang
- Vissen: negatief, vrouwelijk = yin

2) In de Zon-Maan symboliek:
De Maan symboliseert in de westerse astrologie het zuivere yin-principe, het archetypisch vrouwelijke. 

De Zon symboliseert in de westerse astrologie het zuivere yang-principe, het archetypisch mannelijke.